# Euxoa waliarum
Euxoa waliarum là một loài bướm đêm trong họ Noctuidae.